# آتش‌بس ۱۱ نوامبر ۱۹۱۸

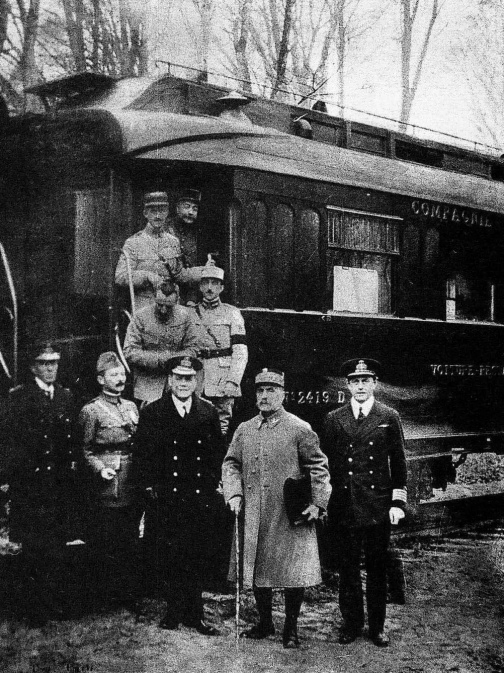
نمایندگان متفقین در امضای آتش‌بس. در خارج از واگن راه‌آهن شماره 2419 D در جنگل کامپین. فردیناند فوش دوم در سمت راست دیده می‌شود.

آتش‌بس ۱۱ نوامبر ۱۹۱۸ پیمان ترک مخاصمه بین متفقین و آلمان در جنگ جهانی اول بود که به سبب محلی که این قرارداد در آنجا امضا شد با نام آتش‌بس کومپین نیز شناخته می‌شود. این پیمان متارکه جنگ در ساعت ۱۱ پیش از ظهر به وقت پاریس در ۱۱ نوامبر ۱۹۱۸ ("یازدهمین ساعت، یازدهمین روز، یازدهمین ماه") اجرا شد و آن را یک پیروزی برای متفقین و یک شکست کامل برای آلمان در نظر گرفتند اگر چه به‌طور رسمی آلمان تسلیم نشد. نبردها تا ساعت ۱۱ صبح ۱۱ نوامبر ۱۹۱۸ ادامه یافت و ۲٬۷۳۸ مرد در آخرین روز جنگ جان باختند. هرچند این آتش‌بس در عمل به شلیک گلوله‌ها پایان داد اما پیمان صلح واقعی پس از شش ماه مذاکره در کنفرانس صلح پاریس و انعقاد معاهده ورسای به دست آمد.
قرارداد آتش‌بس در یک واگن راه‌آهن در کومپین (به فرانسوی: Compiègne) واقع در شمال فرانسه امضا شد. با امضای قرارداد آتش‌بس و اعتراف به شکست از سوی آلمان، جنگ جهانی اول که بیش از پنج میلیون و پانصد هزار نظامی و شش میلیون غیرنظامی کشته داشت پایان یافت و آتش تفنگ‌ها خاموش شد؛ ولی همه‌گیری آنفلوانزای متعاقب آن که سربازان بازگشتی از جبهه‌ها ویروس آن را باخود به شهرهایشان برده بودند بیش از ۲۰ میلیون انسان را از میان برد.
برای نخستین بار در بزرگداشت این آتش‌بس بزرگ به درخواست رسمی پادشاه انگلستان جرج پنجم، در ۱۱ صبح روز ۱۱ نوامبر دو دقیقه سکوت برای گرامی‌داشت یاد جان‌باختگان جنگ اول جهانی برگزار شد و این‌طور بود که روز ۱۱ نوامبر به‌صورت ثابت به عنوان روز یادبود گرامی داشته می‌شود. در تمام کشورهای مشترک‌المنافع از جمله انگلستان، کانادا، آمریکا، استرالیا و نیوزیلند بزرگداشت‌هایی در این روز برپا می‌شود.

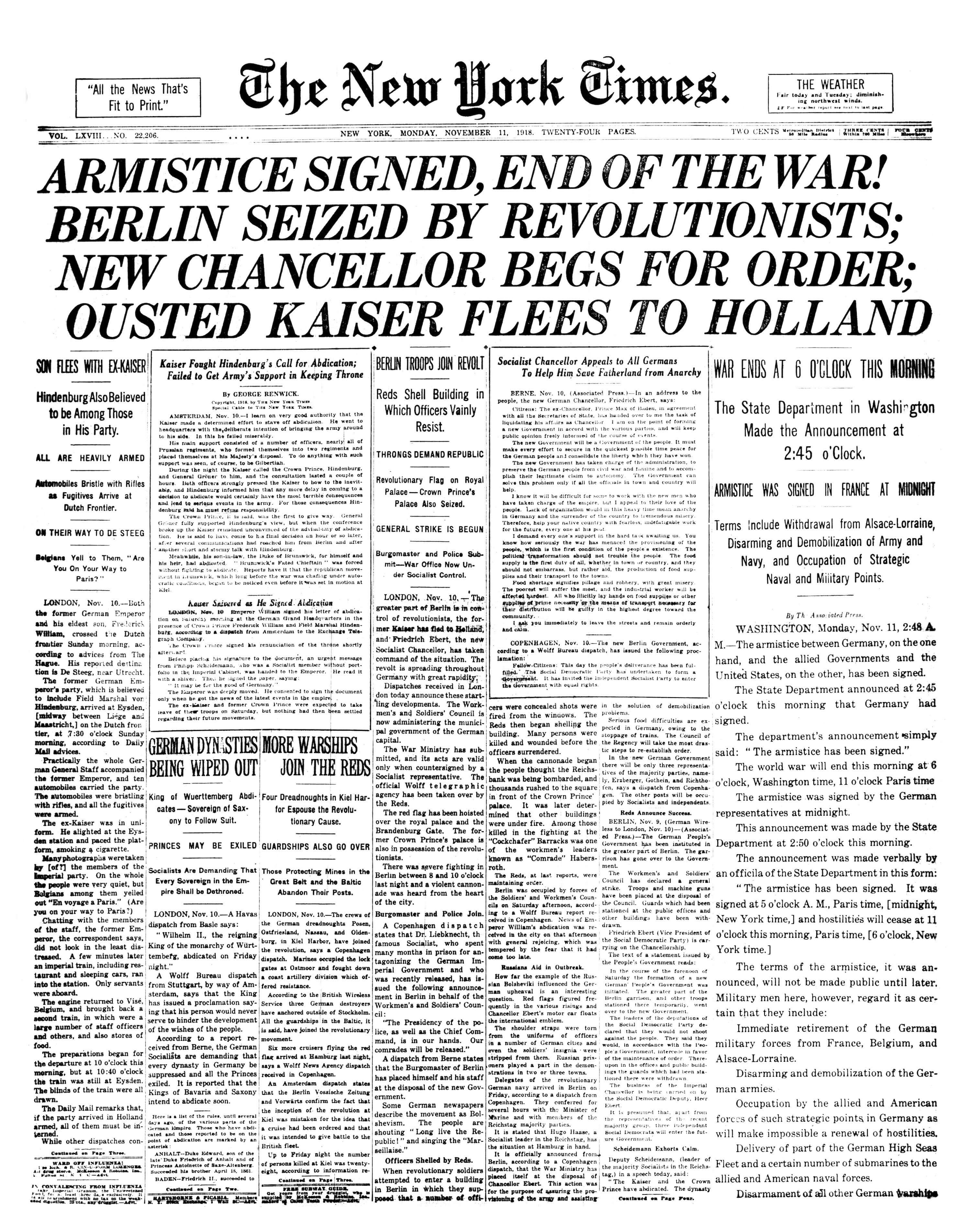
صفحه اول "نیویورک تایمز" در ۱۱ نوامبر ۱۹۱۸

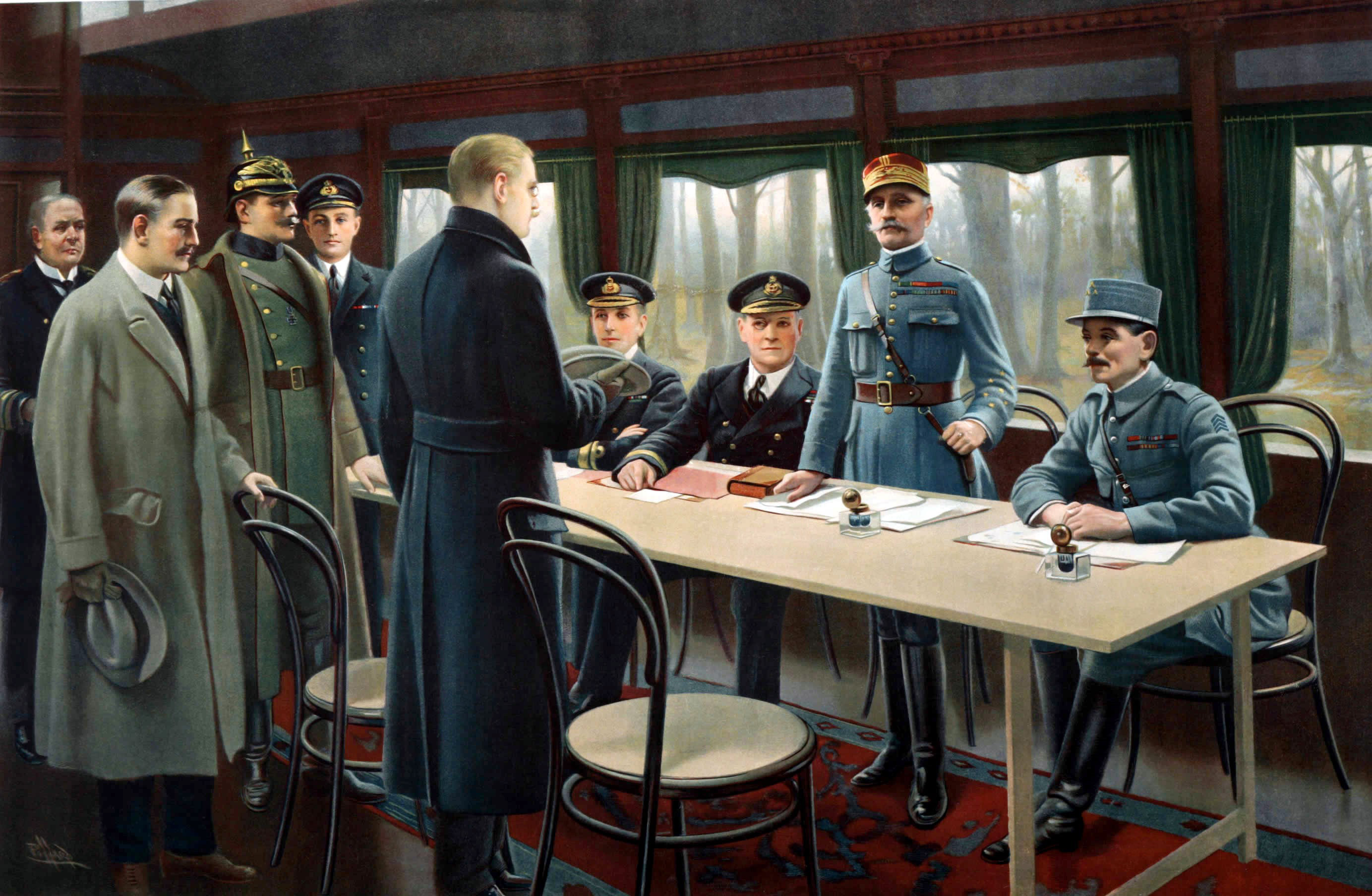
یک نقاشی که امضا کنندگان آتش‌بس را در یک واگن راه‌آهن به تصویر کشده است.